# Slovakien i olympiska sommarspelen 2004
Slovakien i olympiska sommarspelen 2004 bestod av idrottare som blivit uttagna av Slovakiens olympiska kommitté.

## Brottning

### Fristil
Fristil, herrar 66 kg
- Štefan Fernyák
  - Pool 5
  - Förlorade mot Omer Cubuckci från Turkiet (1 - 5)
  - Förlorade mot Gabor Hatos från Ungern (1 - 3; 6:57)
  - 3:a i poolen, gick inte vidare (2 TP, 2 CP, 17:a totalt)

Fristil, herrar 96 kg
- Peter Pecha
  - Pool 1
  - Förlorade mot Wang Yuanyuan of Kina (1 - 3; 6:08)
  - Besegrade Alexandros Laliotis från Grekland (4 - 1; 7:07)
  - 2:a i poolen, gick inte vidare (5 TP, 5 CP, 12:a totalt)

### Grekisk-romersk
Grekisk-romersk stil, herrar 84 kg
- Attila Bátky
  - Pool 1
  - Besegrade Janarbek Kenjeev of Kirgizistan (3 - 1)
  - Förlorade mot Ara Abrahamian från Sverige (0 - 3; 6:04)
  - Förlorade mot Shingo Matsumoto från Japan (1 - 3)
  - 3:a i poolen, gick inte vidare (4 TP, 4 CP, 10:a totalt)

## Cykling

### Mountainbike
Herrarnas terränglopp
- Luboš Kondis
  - 2:31:15 (34:a totalt, 16:37 bakom)

Damernas terränglopp
- Janka Števková
  - Fullföljde inte

### Landsväg
Herrarnas linjelopp
- Martin Riška
  - 5:51:28 (71:a totalt, 9:44 bakom)

- Matej Jurčo
  - Fullföljde inte

Herrarnas tempolopp
- Matej Jurčo
  - 1:04:22.58 (35:a totalt, 6:50.84 bakom)

### Bana
Herrarnas sprint
- Jaroslav Jeřábek
  - Kval — 10.758 s (16:a totalt, kvalificerad)
  - 1/16-final — Förlorade mot Mickaël Bourgain från Frankrike (0 - 1, 10.988 s) (till återkval)
  - 1/16-final, återkval — 3:a i heat 3 (gick inte vidare, inte klassificerad)

Herrarnas lagsprint
- Peter Bazálik, Jaroslav Jeřábek och Ján Lepka
  - Kval — 45.978 s (12:a totalt, gick inte vidare)

Herrarnas keirin
- Jaroslav Jeřábek
  - Första omgången — 4:a i heat 2 (till återkval)
  - Första omgången Repechage — 5:a i heat 1 (gick inte vidare, inte klassificerad)

Herrarnas Madison
- Martin Liška och Jozef Žabka
  - 5 poäng, 2 varv bakom (15:a totalt)

## Friidrott
Herrarnas maraton
- Marcel Matanin
  - 2:50:26 (81:a totalt)

Herrarnas kulstötning
- Mikuláš Konopka
  - Kval — 20.32 m (4:a i grupp B, kvalificerad, 8:a totalt)
  - Final A — 19.92 m (10:a totalt, gick inte vidare)

Herrarnas diskuskastning
- Jaroslav Žitňanský
  - Kval — 53.30 m (17:a totalt, gick inte vidare, 35:a totalt)

Herrarnas släggkastning
- Libor Charfreitag
  - Kval — 77.30 m (5:a i grupp B, kvalificerad, 6:a totalt)
  - Final A — 77.52 m (5:a totalt, kvalificerad)
  - Final B: 77.54 m (7:a totalt)

- Miloslav Konopka
  - Kval — 76.16 m (9:a i grupp B, gick inte vidare, 14:a totalt)

Herrarnas spjutkastning
- Marián Bokor
  - Kval — 71.74 m (17:a i grupp A, gick inte vidare, 32:a totalt)

Herrarnas 20 kilometer gång
- Matej Tóth
  - 1:28:49 (32:a totalt)

Herrarnas 50 kilometer gång
- Peter Korčok
  - 3:54:22 (14:a totalt)
- Miloš Bátovský
  - 3:59:11 (18:a totalt)
- Kazimír Verkin
  - 4:13:11 (36:a totalt)

Damernas 800 meter
- Lucia Klocová
  - Omgång 1 — 2:02.17 (5:a i heat 5, gick inte vidare, kvalificerad, 18:a totalt)
  - Semifinal — 2:00.79 (6:a i semifinal 2, gick inte vidare, 19:a totalt) (säsongbästa)

Damernas 20 kilometer gång
- Zuzana Malíková
  - 1:33:17 (22:a totalt)

## Gymnastik

### Artistisk
Damer
Mångkamp, ind., damer
- Zuzana Sekerová
  - Kval — 35.373 (47:a totalt, gick inte vidare)
  - Fristående — 8.512 (69:a totalt, gick inte vidare)
  - Barr Bars — 8.912 (61:a totalt, gick inte vidare)
  - Bom — 8.787 (52:a totalt, gick inte vidare)
  - Hopp — 9.162 (endast ett hopp)

### Trampolin
Damer, trampolin
- Katarína Prokešová
  - Kval — 61.90 (10:a totalt, gick inte vidare)

## Judo
Herrarnas halv lättvikt (-66 kg)
- Jozef Krnáč
  - Sextondelsfinal — Besegrade Abdou Alassane Dji Bo från Niger (Kuzure-kami-shiho-gatame; W'ari ippon - 1:33)
  - Åttondelsfinal — Besegrade Oscar Penas från Spanien (Sumi-gaeshi; ippon - 1:17)
  - Kvartsfinal — Besegrade Amar Meridja från Algeriet (Tate-shiho-gatame; ippon - 1:19)
  - Semifinal — Besegrade Yordanis Arencibia från Kuba (Kouchi-gaeshi; ippon - 5:00)
  - Final — Förlorade mot Masato Uchishiba från Japan (Sumi-otoshi; ippon - 1:46) (Silver)

Herrarnas halv tungvikt (-100 kg)
- Zoltán Pálkovács
  - Sextondelsfinal — Förlorade mot Ghislain Lemaire från Frankrike (Tani-otoshi; ippon - 1:22)

## Kanotsport
Sprint
Herrarnas C-1 500 m
- Marián Ostrčil
  - Heat — 1:58,357 (6:a i heat 3, gick vidare till semifinal)
  - Semifinal — 1:52,871 (6:a i semifinal 2, gick inte vidare, 12:a totalt)

Herrarnas C-1 1000 m
- Marián Ostrčil
  - Heat — 3:56,962 (3:a i heat 1, gick till semifinal)
  - Semifinal — 3:53,820 (3:a i semifinal 1, kvalificerad)
  - Final: 3:54,629 (7:a totalt)

Herrarnas C-2 500 m
- Peter Páleš och Daniel Biksadský
  - Heat — 1:45,860 (6:a i heat 1, gick till semifinal
  - Semifinal — 1:44,732 (6:a i semifinal, gick inte vidare, 12:a totalt)

Herrarnas C-2 1000 m
- Peter Páleš och Daniel Biksadský
  - Heat — 3:47,263 (6:a i heat 1, gick till semifinal)
  - Semifinal — 3:46,036 (7:a i semifinal, gick inte vidare, 13:e totalt)

Herrarnas K-1 500 m
- Martin Chorváth
  - Heat — 1:42,383 (6:a i heat 3, gick till semifinal)
  - Semifinal — 1:43,095 (7:a i semifinal 3, gick inte vidare, 22:a totalt)

Herrarnas K-1 1000 m
- Róbert Erban
  - Heat — 3:30,576 (6:a i heat 1, gick till semifinal)
  - Semifinal — 3:33,481 (6:a i semifinal 1, gick inte vidare, 14:e totalt)

Herrarnas K-4 1000 m
- Richard Riszdorfer, Michal Riszdorfer, Erik Vlček och Juraj Bača
  - Heat — 2:53,256 (1:a i heat 1, kvalificerad)
  - Final: 2:59,314 (Brons)

Damernas K-1 500 m
- Marcela Erbanová
  - Heat — 1:53,508 (1:a i heat 1, kvalificerad)
    - Final: 1:52,685 (5:a totalt)

Slalom
Herrarnas C-1 slalom
- Michal Martikán
  - Heat — 201,44 (Åk 1 — 103,51 - 6:a, Åk 2 — 97,93 - 1:a, 1:a totalt, kvalificerad)
  - Semifinal — 93,25 (1st totalt, kvalificerad)
  - Final: 96,03 (Totalt — 189,28) (Silver)

Herrarnas C-2 slalom
- Pavol Hochschorner och Peter Hochschorner
  - Heat — 201,04 (Åk 1 — 100,13 - 1:a, Åk 2 — 100,91 - 1:a, 1:a totalt, kvalificerad)
  - Semifinal — 101,29 (1st totalt, kvalificerad)
  - Final: 105,87 (Totalt — 207.16) (Guld)

Herrarnas K-1 slalom
- Ján Šajbidor
  - Heat — 194,89 (Åk 1 — 95,13 - 6:a, Åk 2 — 97,76 - 18:a, 10:a totalt, kvalificerad)
  - Semifinal — 97,77 (12:a totalt, gick inte vidare)

Damernas K-1 slalom
- Elena Kaliská
  - Heat — 212,65 (Åk 1 — 104,24 - 2:a, Åk 2 — 108,41 - 3:a, 2:a totalt, kvalificerad)
  - Semifinal — 103,74 (1st totalt, kvalificerad)
  - Final: 210,03 (Guld)

- Gabriela Stacherová
  - Heat — 224,66 (Åk 1 — 110,08 - 4:a, Åk 2 — 114,58 - 11:a, 4:a totalt, kvalificerad)
  - Semifinal — 109,85 (7:a totalt, kvalificerad)
  - Final — 274,47 (10:a totalt)

## Konstsim
Damernas duett
- Veronika Feriancová och Katarína Havlíková
  - Preliminary Teknisk rutin — 82,333 poäng (T-21:a totalt)
  - Preliminary Fri rutin — 82,834 poäng (22:a totalt) (Totalt — 82,584 poäng, gick inte vidare, 22:a totalt)

## Rodd
Herrar
| Idrottare                   | Gren                    | Heat    | Heat      | Återkval | Återkval  | Semifinal | Semifinal | Final   | Final     | Final |
| Idrottare                   | Gren                    | Tid     | Placering | Tid      | Placering | Tid       | Placering | Tid     | Placering |       |
| --------------------------- | ----------------------- | ------- | --------- | -------- | --------- | --------- | --------- | ------- | --------- | ----- |
| Lukáš Babač Ľuboš Podstupka | Lättvikts-dubbelsculler | 6:22,00 | 3 R       | 6:25,75  | 2 SA/B    | 6:29,44   | 6 FB      | 6:58,78 | 11        |       |

## Segling
Herrar
| Seglare      | Gren    | Lopp | Lopp | Lopp | Lopp | Lopp | Lopp | Lopp | Lopp | Lopp | Lopp | Lopp | Summerad poäng | Finalplacering |
| Seglare      | Gren    | 1    | 2    | 3    | 4    | 5    | 6    | 7    | 8    | 9    | 10   | M*   | Summerad poäng | Finalplacering |
| ------------ | ------- | ---- | ---- | ---- | ---- | ---- | ---- | ---- | ---- | ---- | ---- | ---- | -------------- | -------------- |
| Martin Lapoš | Mistral | 34   | 27   | 34   | 33   | 32   | 27   | 32   | 30   | 34   | 33   | 27   | 309            | 34             |

M = Medaljlopp; EL = Eliminerad – gick inte vidare till medaljloppet;

## Tennis
Herrar
| Spelare                   | Gren       | Omgång 1                      | Omgång 2                           | Åttondelsfinaler  | Kvartsfinaler     | Semifinaler       | Final / BM        | Final / BM       |                  |
| Spelare                   | Gren       | Motståndare Poäng             | Motståndare Poäng                  | Motståndare Poäng | Motståndare Poäng | Motståndare Poäng | Motståndare Poäng | Placering        |                  |
| ------------------------- | ---------- | ----------------------------- | ---------------------------------- | ----------------- | ----------------- | ----------------- | ----------------- | ---------------- | ---------------- |
| Karol Beck                | Herrsingel | Calleri (ARG) L 6–2, 3–6, 6–8 | Gick inte vidare                   | Gick inte vidare  | Gick inte vidare  | Gick inte vidare  | Gick inte vidare  | Gick inte vidare |                  |
| Dominik Hrbatý            | Herrsingel | El Aynaoui (MAR) W 6–3, 6–4   | Dent (USA) L 6–7(4–7), 3–6         | Gick inte vidare  | Gick inte vidare  | Gick inte vidare  | Gick inte vidare  | Gick inte vidare | Gick inte vidare |
| Karol Kučera              | Herrsingel | Safin (ARG) L 0–6, 4–6        | Gick inte vidare                   | Gick inte vidare  | Gick inte vidare  | Gick inte vidare  | Gick inte vidare  | Gick inte vidare |                  |
| Karol Beck Dominik Hrbatý | Herrdubbel | i.u.                          | Nestor / Niemeyer (CAN) L 2–6, 5–7 | Gick inte vidare  | Gick inte vidare  | Gick inte vidare  | Gick inte vidare  | Gick inte vidare |                  |

Damer
| Spelare                             | Gren      | Omgång 1                      | Omgång 2                             | Åttondelsfinaler  | Kvartsfinaler     | Semifinaler       | Final / BM        | Final / BM       |                  |
| Spelare                             | Gren      | Motståndare Poäng             | Motståndare Poäng                    | Motståndare Poäng | Motståndare Poäng | Motståndare Poäng | Motståndare Poäng | Placering        |                  |
| ----------------------------------- | --------- | ----------------------------- | ------------------------------------ | ----------------- | ----------------- | ----------------- | ----------------- | ---------------- | ---------------- |
| Daniela Hantuchová                  | Damsingel | Schaul (LUX) W 6–1, 6–1       | Schnyder (SUI) L 6–3, 1–6, 4–6       | Gick inte vidare  | Gick inte vidare  | Gick inte vidare  | Gick inte vidare  | Gick inte vidare | Gick inte vidare |
| Ľubomíra Kurhajcová                 | Damsingel | Raymond (USA) L 4–6, 6–4, 3–6 | Gick inte vidare                     | Gick inte vidare  | Gick inte vidare  | Gick inte vidare  | Gick inte vidare  | Gick inte vidare |                  |
| Martina Suchá                       | Damsingel | Petrova (RUS) L 3–6, 3–6      | Gick inte vidare                     | Gick inte vidare  | Gick inte vidare  | Gick inte vidare  | Gick inte vidare  | Gick inte vidare |                  |
| Daniela Hantuchová Janette Husárová | Damdubbel | i.u.                          | Casanova / Schnyder (SUI) L 3–6, 4–6 | Gick inte vidare  | Gick inte vidare  | Gick inte vidare  | Gick inte vidare  | Gick inte vidare |                  |
| Ľubomíra Kurhajcová Martina Suchá   | Damdubbel | i.u.                          | Elia / Schiavone (ITA) L 2–6, 4–6    | Gick inte vidare  | Gick inte vidare  | Gick inte vidare  | Gick inte vidare  | Gick inte vidare |                  |